# Everybody Hurts
Everybody Hurts – ballada rockowa zespołu R.E.M., którą w kwietniu 1993 roku wydano na singlu. Znalazła się ona wcześniej na albumie Automatic for the People z 1992 roku. Większość tekstu do utworu napisał Bill Berry. Próbuje on zrozumieć i pocieszyć ludzi, którzy myślą o samobójstwie.

## Lista utworów
Singiel 7"/CD (USA)
1. „Everybody Hurts” – 5:20
2. „Mandolin Strum” – 3:26

Edycja dla kolekcjonerów, CD 1 (Wlk. Brytania)
1. „Everybody Hurts” (Edit) – 4:57
2. „New Orleans Instrumental No. 1” (Long Version) – 3:29
3. „Mandolin Strum” – 3:26

Edycja dla kolekcjonerów, CD 2 (Wlk. Brytania)
1. „Everybody Hurts” (Edit) – 4:57
2. „Chance (Dub)” – 2:36
3. „Dark Globe” (Syd Barrett) – 1:51

CD (Niemcy)
1. „Everybody Hurts” (Edit) – 4:57
2. „Mandolin Strum” – 3:26
3. „Chance (Dub)” – 2:36
4. „Dark Globe” (Barrett) – 1:51

Singiel 12"/CD maxi-singiel #1 (USA)
1. „Everybody Hurts” (Edit) – 4:57
2. „Mandolin Strum” – 3:26
3. „Belong” (Live) – 4:32
4. „Orange Crush” (Live) – 4:00

Singiel 12"/CD maxi-singiel #2 (USA)
1. „Everybody Hurts” (Edit) – 4:57
2. „Star Me Kitten” (Demo) – 3:05
3. „Losing My Religion” (Live) – 4:55
4. „Organ Song” – 3:25

Kaseta audio (Wlk. Brytania)
1. „Everybody Hurts” – 5:20
2. „Pop Song '89” – 3:03

Singiel 7" (Niemcy, Wlk. Brytania)
1. „Everybody Hurts” (Edit) – 4:46
2. „Pop Song '89” – 3:03

## Inne wersje
- 2005 – Paul Anka (album Rock Swings)
- 1999 – The Corrs (album The Corrs Unplugged)
- 2003 – Alex Parks (debiutancki album Introduction)

### Wersja Helping Haiti
Na początku 2010 roku utwór „Everybody Hurts” został nagrany przez grupę artystów Helping Haiti: Leonę Lewis, Miley Cyrus, Mariah Carey, Robbiego Williamsa, Jona Bon Jovi, Roda Stewarta, Kylie Minogue, Take That, Joego McElderry’ego, JLS, Mikę, Cheryl Cole, Michaela Bublè, Jamesa Blunta, Susan Boyle, Westlife i Jamesa Morrison, aby pomóc ofiarom dotkliwych trzęsień ziemi na Haiti. Dochody ze sprzedaży piosenki zostały przekazane na cele charytatywne dla zmarłych w wyniku tragedii na Haiti. Inicjatorem muzycznej akcji charytatywnej, mającej na celu nagranie singla był brytyjski premier Gordon Brown. Skierował się on do Simona Cowella, aby ten podjął się aranżacji piosenki. Cowell wybrał utwór „Everybody Hurts”.
Singel został sprzedany w nakładzie ok. 205’000 egzemplarzy w ciągu dwóch pierwszych dni w Wielkiej Brytanii i w ok. 453’000 egzemplarzy w ciągu pierwszego tygodnia, bijąc tym samym rekord najszybciej sprzedającego się charytatywnego singla w XXI wieku w Wielkiej Brytanii.

#### Artyści Helping Haiti
Pełna lista wykonawców „Everybody Hurts” (w kolejności śpiewania):

- Leona Lewis
- Rod Stewart
- Mariah Carey
- Cheryl Cole
- Mika
- Michael Bublé
- Joe McElderry
- Miley Cyrus
- James Blunt
- Gary Barlow (Take That)
- Mark Owen (Take That)
- Jon Bon Jovi
- James Morrison
- Alexandra Burke
- Jason Orange (Take That)
- Susan Boyle
- JLS
- Shane Filan (Westlife)
- Mark Feehily (Westlife)
- Kylie Minogue
- Robbie Williams
- Kian Egan (Westlife)
- Nicky Byrne (Westlife)

#### Pozycje na listach
| Lista (Kraj)                       | Najwyższa pozycja |
| ---------------------------------- | ----------------- |
| ARIA Charts (Australia)            | 8                 |
| Ö3 Austria Top 40 (Austria)        | 23                |
| Canadian Hot 100 (Kanada)          | 59                |
| Irish Singles Chart (Irlandia)     | 1                 |
| RIANZ (Nowa Zelandia)              | 17                |
| PROMUSICAE (Hiszpania)             | 37                |
| Sverigetopplistan (Szwecja)        | 21                |
| Media Control Charts (Szwajcaria)  | 16                |
| UK Singles Chart (Wielka Brytania) | 1                 |